# Faviidae
Faviidae zijn een familie van rifkoralen (Scleractinia). Soorten uit deze familie worden vaak gebruikt voor de aankleding van tropische aquaria.

## Onderfamilies en geslachten
- Faviinae Milne-Edwards & Haime, 1857
  - Colpophyllia Milne-Edwards & Haime, 1848
  - Diploria Milne-Edwards & Haime, 1848
  - Favia de Blainville, 1820
  - Manicina Ehrenberg, 1834
  - Mussismilia Ortmann, 1890
  - Pseudodiploria Fukami, Budd & Knowlton, 2012
- Mussinae Ortmann, 1890
  - Isophyllia Milne-Edwards & Haime, 1851
  - Mussa Oken, 1815
  - Mycetophyllia Milne-Edwards & Haime, 1848
  - Scolymia Haime, 1852